# Tipula alpina
Tipula alpina är en tvåvingeart som beskrevs av Friedrich Hermann Loew 1873. Tipula alpina ingår i släktet Tipula och familjen storharkrankar. Arten är reproducerande i Sverige. Inga underarter finns listade i Catalogue of Life.